# Bisdom Itumbiara
Het bisdom Itumbiara (Latijn: Dioecesis Itumbiarensis) is een rooms-katholiek bisdom met als zetel Itumbiara, in Brazilië. Het bisdom is suffragaan aan het aartsbisdom Goiânia.

## Geschiedenis
Het bisdom werd opgericht op 11 oktober 1966, uit delen van het aartsbisdom Goiânia.

## Parochies
Het bisdom had in 2021 een oppervlakte van 21.151 km2 en telde 329.000 inwoners waarvan 62,0% rooms-katholiek was.

## Bisschoppen
- José Francisco Versiani Velloso (27 oktober 1966 - 17 mei 1972)
- José de Lima (13 april 1973 - 7 juni 1981)
- José Belvino do Nascimento (27 juni 1981 - 6 februari 1987)
- José Carlos Castanho de Almeida (5 september 1987 - 23 maart 1994)
- Celso Pereira de Almeida (25 januari 1995 - 6 mei 1998)
- Antônio Lino da Silva Dinis (24 februari 1999 - 1 december 2013)
- Fernando Antônio Brochini (15 oktober 2014 - 13 juli 2023)
- José Aparecido Gonçalves de Almeida (13 juli 2023 - heden)

Goiânia (aartsbisdom) · Anápolis · Goiás · Ipameri · Itumbiara · Jataí · Rubiataba-Mozarlândia · São Luís de Montes Belos